# Villoslada de Cameros
Villoslada de Cameros est une commune de la communauté autonome de La Rioja, en Espagne.